# Eurhopalothrix spectabilis
Eurhopalothrix spectabilis é uma espécie de formiga do gênero Eurhopalothrix, pertencente à subfamília Myrmicinae.